# Écoutez le cinéma !
 (janvier 2018).
Écoutez le cinéma ! est une collection CD de bandes originales de films français débutée en 2000.
Elle est conçue et réalisée par Stéphane Lerouge, éditée par le label EmArcy d'Universal Music Jazz France et continue de s'étayer aujourd'hui.

## CatalogueÉcoutez le Cinéma!

### Bandes originales de films
| #  | Référence | Date de sortie | Collection  | Durée | Titre                                                                                         | Compositeur                            |
| -- | --------- | -------------- | ----------- | ----- | --------------------------------------------------------------------------------------------- | -------------------------------------- |
| 1  | 1598992   | 2000           | BO de films | 55:02 | Flic ou Voyou / Le Guignolo                                                                   | Philippe Sarde                         |
| 2  | 1598982   | 2000           | BO de films | 58:36 | Tess / Le Locataire                                                                           | Philippe Sarde                         |
| 3  | 1598972   | 2000           | BO de films | 43:52 | L'Armée des ombres                                                                            | Éric Demarsan                          |
| 4  | 1599002   | 2001           | BO de films | 61:22 | Le Cercle rouge                                                                               | Éric Demarsan                          |
| 5  | 1599452   | 2001           | BO de films | 36:55 | La Folie des grandeurs                                                                        | Michel Polnareff                       |
| 6  | 0134772   | 2001           | BO de films | 70:24 | Le Mépris et autres films                                                                     | Georges Delerue                        |
| 7  | 0134742   | 2001           | BO de films | 41:56 | Boulevard du rhum                                                                             | François de Roubaix                    |
| 8  | 0134732   | 2001           | BO de films | 45:18 | L'homme Orchestre                                                                             | François de Roubaix                    |
| 9  | 0134762   | 2001           | BO de films | 61:25 | Fantômas                                                                                      | Michel Magne                           |
| 10 | 0134782   | 2001           | BO de films | 63:56 | Pierrot le fou / Week-end                                                                     | Antoine Duhamel                        |
| 11 | 0141142   | 2001           | BO de films | 31:50 | Soleil rouge                                                                                  | Maurice Jarre                          |
| 12 | 0134722   | 2001           | BO de films | 50:34 | Calmos / Les Valseuses                                                                        | Georges Delerue / Stéphane Grappelli   |
| 13 | 0135412   | 2001           | BO de films | 40:36 | Beau-père                                                                                     | Philippe Sarde                         |
| 14 | 0135422   | 2001           | BO de films | 51:11 | Le Train et autres films                                                                      | Philippe Sarde                         |
| 15 | 0141152   | 2001           | BO de films | 67:43 | Le Choix des armes / Fort Saganne                                                             | Philippe Sarde                         |
| 16 | 0171772   | 2002           | BO de films | 49:42 | Mort d'un pourri                                                                              | Philippe Sarde                         |
| 17 | 0171792   | 2002           | BO de films | 46:19 | Papillon                                                                                      | Jerry Goldsmith                        |
| 18 | 0171822   | 2002           | BO de films | 54:46 | Les Tontons flingueurs / Ne nous fâchons pas                                                  | Michel Magne / Bernard Gérard          |
| 19 | 0171802   | 2002           | BO de films | 57:02 | Dernier Domicile connu / Le Rapace                                                            | François de Roubaix                    |
| 20 | 0171812   | 2002           | BO de films | 49:17 | Le Corniaud / La Grande Vadrouille                                                            | Georges Delerue / Georges Auric        |
| 21 | 0171762   | 2002           | BO de films | 72:17 | Le Boucher                                                                                    | Pierre Jansen                          |
| 22 | 0171832   | 2002           | BO de films | 48:50 | À bout de souffle                                                                             | Martial Solal                          |
| 23 | 0171862   | 2002           | BO de films | 57:31 | La Métamorphose des cloportes et autres                                                       | Jimmy Smith                            |
| 24 | 0171872   | 2002           | BO de films | 33:56 | Trafic                                                                                        | Charles Dumont                         |
| 25 | 0384352   | 2003           | BO de films | 47:29 | L'Héritier / L'Alpagueur                                                                      | Michel Colombier                       |
| 26 | 0384442   | 2003           | BO de films | 60:33 | Les Grandes Gueules / Le Vieux Fusil                                                          | François de Roubaix                    |
| 27 | 0385652   | 2003           | BO de films | 59:33 | Le Juge Fayard / Un taxi mauve                                                                | Philippe Sarde                         |
| 28 | 0384362   | 2003           | BO de films | 54:59 | Mayerling                                                                                     | Francis Lai                            |
| 29 | 9809886   | 2003           | BO de films | 48:03 | Cannabis / Ce sacré grand-père                                                                | Serge Gainsbourg / Jean-Claude Vannier |
| 30 | 9818087   | 2004           | BO de films | 69:08 | Police Python 357 / L'important c'est d'aimer                                                 | Georges Delerue                        |
| 31 | 9818086   | 2004           | BO de films | 65:03 | Compartiment tueurs                                                                           | Michel Magne                           |
| 32 | 9818088   | 2004           | BO de films | 65:38 | Toi, le venin / Le Vampire de Düsseldorf                                                      | André Hossein                          |
| 33 | 9818661   | 2004           | BO de films | 74:39 | Le Magnifique / Louisiane                                                                     | Claude Bolling                         |
| 34 | 9824588   | 2004           | BO de films | 45:28 | Les Félins, sorti exclusivement aux États-Unis, Japon, Royaume-Uni                            | Lalo Schifrin                          |
| 35 | 9824582   | 2004           | BO de films | 62:59 | OSS 117                                                                                       | Michel Magne                           |
| 36 | 9832605   | 2005           | BO de films | 46:03 | Les Aventuriers / Le Samouraï                                                                 | François de Roubaix                    |
| 37 | 9832600   | 2005           | BO de films | 38:16 | Plein Soleil                                                                                  | Nino Rota                              |
| 38 | 9839566   | 2006           | BO de films | 42:16 | Tout le monde il est beau, tout le monde il est gentil                                        | Michel Magne                           |
| 39 | 9839580   | 2006           | BO de films | 46:21 | Moi y'en a vouloir des sous / Les Chinois à Paris                                             | Michel Magne                           |
| 40 | 9839567   | 2006           | BO de films | 61:41 | Sept morts sur ordonnance / Le Sucre                                                          | Philippe Sarde                         |
| 41 | 9843425   | 2006           | BO de films | 56:37 | Mélodie en sous-sol / Un singe en hiver                                                       | Michel Magne                           |
| 42 | 9843494   | 2006           | BO de films | 63:00 | L'Homme de Rio / Les Tribulations d'un Chinois en Chine                                       | Georges Delerue                        |
| 43 | 9848941   | 2007           | BO de films | 74:27 | Le Repos du guerrier / Barbarella                                                             | Michel Magne                           |
| 44 | 9848779   | 2007           | BO de films | 65:34 | La Grande Lessive (!) / L'Étalon                                                              | François de Roubaix / Éric Demarsan    |
| 45 | 9848954   | 2007           | BO de films | 70:02 | Le Mans                                                                                       | Michel Legrand                         |
| 46 | 5303944   | 2007           | BO de films | 66:04 | Dragées au poivre                                                                             | Serge Rezvani / Ward Swingle           |
| 47 | 5303946   | 2007           | BO de films | 61:08 | Manon 70                                                                                      | Serge Gainsbourg / Michel Colombier    |
| 48 | 5308464   | 2008           | BO de films | 68:50 | La Piscine                                                                                    | Michel Legrand                         |
| 49 | 5308463   | 2008           | BO de films | 59:44 | Jules et Jim / Les Deux Anglaises et le Continent                                             | Georges Delerue                        |
| 50 | 5308507   | 2008           | BO de films | 54:05 | La Guerre du feu                                                                              | Philippe Sarde                         |
| 51 | 5318760   | 2009           | BO de films | 74:45 | Les Trois Mousquetaires                                                                       | Michel Legrand                         |
| 52 | 5318765   | 2009           | BO de films | 45:52 | Sex-shop / Je vous aime                                                                       | Serge Gainsbourg / Jean-Claude Vannier |
| 53 | 5323000   | 2009           | BO de films | 64:22 | Le Choc / J'ai épousé une ombre                                                               | Philippe Sarde                         |
| 54 | 5322928   | 2010           | BO de films | 71:39 | Les Cavaliers                                                                                 | Georges Delerue                        |
| 55 | 5327162   | 2010           | BO de films | 69:15 | Angélique, marquise des anges                                                                 | Michel Magne                           |
| 56 | 2769659   | 2011           | BO de films | 56:09 | Music Box / Mad City / La Petite Apocalypse                                                   | Philippe Sarde                         |
| 57 | 2771362   | 2011           | BO de films | 76:42 | El Condor / Pancho Villa                                                                      | Maurice Jarre                          |
| 58 | 3704792   | 2012           | BO de films | 47:28 | L'Étau                                                                                        | Maurice Jarre                          |
| 59 | 3704790   | 2012           | BO de films | 61:25 | L'Africain                                                                                    | Georges Delerue                        |
| 60 | 3704796   | 2012           | BO de films | 62:18 | Les Fabuleuses Aventures du légendaire baron de Münchhausen La Flûte à six schtroumpfs (1976) | Michel Legrand                         |
| 61 | 3719575   | 2013           | BO de films | 63:XX | Le Pacha / Vidocq (1967) / Comment trouvez-vous ma sœur ? (1963)                              | Serge Gainsbourg / Michel Colombier    |
| 62 | 3720861   | 2013           | BO de films |       | Cent mille dollars au soleil / Les Morfalous (1984)                                           | Georges Delerue                        |
| 63 | 3720863   | 2013           | BO de films | 65:XX | L'Aîné des Ferchaux / Un flic                                                                 | Georges Delerue / Michel Colombier     |
| 64 | 3736723   | 2013           | BO de films | --:-- | Une chambre en ville (1982)                                                                   | Michel Colombier                       |

### Cube
| n° | Référence | Date de sortie | Collection | Durée | Titre                                        | Compositeur(s)                                           |
| -- | --------- | -------------- | ---------- | ----- | -------------------------------------------- | -------------------------------------------------------- |
| 01 | 1596492   | 2002           | Cube       | 67:31 | Le Cinéma d'Antoine Duhamel                  | Antoine Duhamel                                          |
| 02 | 0130612   | 2002           | Cube       | 77:52 | Le Cinéma de Claude Sautet                   | Philippe Sarde                                           |
| 03 | 0384432   | 2003           | Cube       | 58:59 | Le Cinéma de Michel Audiard                  | J. Loussier, Georges van Parys, E. Vartan et S. Varegues |
| 04 | 9824458   | 2004           | Cube       | 67:06 | Le Cinéma de François Truffaut               | Georges Delerue                                          |
| 05 | 9809884   | 2003           | Cube       | 72:10 | Le Cinéma de Philippe de Broca Vol.I         | Georges Delerue                                          |
| 06 | 9809885   | 2003           | Cube       | 69:43 | Le Cinéma de Philippe de Broca Vol.II        | Georges Delerue                                          |
| 07 | 0171782   | 2002           | Cube       | 70:31 | Le Cinéma de Bertrand Tavernier              | Philippe Sarde                                           |
| 08 | 9824619   | 2004           | Cube       | 70:48 | Le Cinéma d'André Téchiné                    | Philippe Sarde                                           |
| 09 | 9832601   | 2005           | Cube       | 76:05 | Le Cinéma d'Éric Demarsan                    | Éric Demarsan                                            |
| 10 | 9832602   | 2005           | Cube       | 73:24 | Le Cinéma d'Antoine Duhamel Vol.II           | Antoine Duhamel                                          |
| 11 | 9839579   | 2006           | Cube       | 72:00 | Le Cinéma de Michel Legrand / Nouvelle Vague | Michel Legrand                                           |
| 12 | 9848778   | 2007           | Cube       | 61:22 | Le Cinéma de Marco Ferreri                   | Philippe Sarde                                           |
| 13 | 5318780   | 2009           | Cube       | 72:16 | Le Cinéma de Francis Lemarque                | Francis Lemarque                                         |
| 14 | 2769790   | 2011           | Cube       | 68:12 | Le Cinéma de Georges Lautner                 | Philippe Sarde                                           |

### Longbox
| n° | Référence | Date de sortie | Collection | Durée  | Titre                                        | Compositeur(s)    |
| -- | --------- | -------------- | ---------- | ------ | -------------------------------------------- | ----------------- |
| 01 | 5868182   | 2001           | Longbox    | 199:18 | Le Cinéma de Serge Gainsbourg (3 CD)         | Serge Gainsbourg  |
| 02 | 9829081   | 2005           | Longbox    | 299:13 | Le Cinéma de Michel Legrand (4 CD)           | Michel Legrand    |
| 03 | 5312630   | 2008           | Longbox    | 427:46 | Le Cinéma de Georges Delerue (6 CD)          | Georges Delerue   |
| 04 | 2753364   | 2010           | Longbox    | 295:50 | Le Cinéma de Maurice Jarre (4 CD)            | Maurice Jarre     |
| 05 | 5354609   | 2014           | Longbox    | 319:21 | Le Monde Musical de François Truffaut (5 CD) | François Truffaut |

### Anthologies
| n° | Référence | Date de sortie | Collection  | Durée | Titre                                               | Compositeur(s) |
| -- | --------- | -------------- | ----------- | ----- | --------------------------------------------------- | --- |
| A  | 9818089   | 2004           | Anthologies | 66:48 | Le Monde Electronique de François de Roubaix        | François de Roubaix |
| B  | 9824617   | 2004           | Anthologies | 66:20 | La Comédie à la Française                           | J. Marion, Michel Magne, H. Bourtayre, Raymond Lefèvre |
| C  | 9832603   | 2005           | Anthologies | 65:31 | Le Polar Selon Georges Delerue                      | Georges Delerue |
| D  | 9832606   | 2006           | Anthologies | 64:52 | Louiguy au Cinéma                                   | Louiguy |
| E  | 9843426   | 2006           | Anthologies | 75:09 | Le Monde Electronique de François de Roubaix Vol.II | François de Roubaix |
| F  | 9843487   | 2006           | Anthologies | 65:32 | Georges van Parys et le Cinéma                      | Georges van Parys |
| G  | 9848962   | 2007           | Anthologies | 64:44 | Jean-Luc Godard / Histoire(s) de Musique            | Multi interprètes |
| H  | 5303945   | 2007           | Anthologies | 71:00 | Le Monde Expérimental de Michel Magne               | Michel Magne |
| I  | 5305243   | 2008           | Anthologies | 74:42 | Alain Resnais / Portrait Musical                    | G. Fusco, Georges Delerue, H. W. Henze, K. Penderecki, S. Sondheim, M. Rózsa, A. Dzierlatka, M. Philippe-Gérard, J. Pattison, B. Fontaine, M. Yvain, M. Snow |
| I' | 5308574   | 2008           | Anthologies | 67:57 | Jean-Pierre Melville / Le Cercle Noir               | J. Boyer, C. Chevalier, Martial Solal, P. Misraki, Georges Delerue, François de Roubaix, Éric Demarsan, Michel Colombier, Michel Legrand                     |
| J  | 5312718   | 2008           | Anthologies | 75:16 | Demy-Michel Legrand / Le Cinéma En-chanté           | Michel Legrand |
| K  | 5318770   | 2009           | Anthologies | 63:55 | Le Brésil au Cinéma                                 | U. Q. Cabral, Georges Delerue, Michel Legrand, J. Toledo, J. Manzon, Michel Magne, L. Bonfa, A. Carlos, Jocafi, W. Queiroz                                   |
| L  | 5322929   | 2009           | Anthologies | 64:29 | François de Roubaix / Chansons de Films             | François de Roubaix |
| L' | 5313405   | 2009           | Anthologies | 46:40 | John Barry / Americans                              | John Barry |
| L  | 5327202   | 2010           | Anthologies | 52:31 | The Concert John Barry                              | John Barry |
| L  | 9832806   | 2011           | Anthologies | 63:13 | Suites Cinématographiques                           | Michel Legrand |

### Sampler
| # | Référence  | Date de sortie | Collection | Durée | Titre                     | Année | Compositeur     |
| - | ---------- | -------------- | ---------- | ----- | ------------------------- | ----- | --------------- |
|   | Univ. 8950 | 2002           | Sampler    | 24:15 | Écoutez le cinéma ! Promo |       | Divers artistes |